# Матчи сборной Петрограда по футболу (1921)
Сезон 1921 года стал 20-м в истории сборной Петрограда по футболу.
В нём сборная провела 1 официальный матч (товарищеский междугородний) и 1 неофициальный.

## Классификация матчей
По установившейся в отечественной футбольной истории традиции официальными принимаются
- Все соревновательные матчи[К 4] официальных турниров — чемпионатов СССР, Российской империи и РСФСР — во времена, когда они проводились среди сборных городов (регионов, республик), и сборная Санкт-Петербурга (Ленинграда) была субъектом этих соревнований; к числу таковых относятся также матчи футбольных турниров на Спартакиадах народов СССР 1956 и 1979 года.
- Междугородние товарищеские игры сборной сильнейшего состава без формальных ограничений[К 5] с адекватным по статусу соперником. Матчи с клубами Санкт-Петербурга и других городов, со сборными не сильнейшего состава и т.п. составляют другую категорию матчей.
- Международные матчи с соперниками топ-уровня — в составах которых выступали футболисты, входившие в национальные сборные либо выступавшие в чемпионатах (лигах) высшего соревновательного уровня своих стран — как профессионалы, так и любители[К 6]. Практиковавшиеся (в основном, в 1920 — 1930-х годах) международные матчи с так называемыми «рабочими» и им подобными по уровню командами, состоявшими, как правило, из неконкурентоспособных игроков-любителей невысокого уровня, заканчивавшиеся обычно их разгромными поражениями, отнесены в отдельную категорию матчей.

## Статистика сезона
| 1921        |                                    |     |
| МГ 18       | Петроград — Москва                 | 3:0 |
| Н (1)       | Петроград — КФ «Сокольники» Москва | 3:3 |
| Итого       |                                    |     |
| И В Н П М   |                                    |     |
| 1 0 3−0     |                                    |     |
| 1 0 1 0 3−3 |                                    |     |

## Официальные матчи

### 36. Петроград — Москва — 3:0
Междугородний товарищеский матч 18 (отчет)

| Петроград                       | 3:0 | Москва |
| ------------------------------- | --- | ------ |
| - Никонов - Карнеев - П.Фёдоров |     |        |

| Игрок               | Клуб            |     | Вышел на замену | Гол  |
| ------------------- | --------------- | --- | --------------- | ---- |
| Полежаев, Александр | «Коломяги»      |     | 4               | (-3) |
|                     |                 |     |                 |      |
| Гостев III, Георгий | «Коломяги»      |     | 4               |      |
| Бутусов, Михаил     | «Унитас»        |     | 3               |      |
|                     |                 |     |                 |      |
| Филиппов III, Пётр  | «Коломяги»      |     | 5               |      |
| Батырев, Павел      | «Скорая помощь» |     | 5               | 1    |
| Филиппов II, Сергей | «Коломяги»      |     | 13              | 1    |
|                     |                 |     |                 |      |
| Варфоломеев, Пётр   | «Коломяги»      |     | 4               | 1    |
| Никонов, Николай    | «Коломяги»      | Гол | 2               | 1    |
| Карнеев, Борис      | «Коломяги»      | Гол | 4               | 2    |
| Фёдоров, Пётр       | «Коломяги»      | Гол | 3               | 1    |
| Гостев II, Николай  | «Коломяги»      |     | 6               | 3    |

| Москва             |  |
| ------------------ |  |
| Н.Соколов          |  |
|                    |  |
| С.Дмитриев "Морро" |  |
| С.Сысоев           |  |
|                    |  |
| Малахов            |  |
| А.Филиппов         |  |
| И.Овечкин          |  |
|                    |  |
| Вик.Прокофьев      |  |
| К.Блинков          |  |
| Исаков             |  |
| Канунников         |  |
| В.Фёдоров          |  |

## Неофициальные матчи
1. Междугородний матч 
| ~5 сен Неоф (1) | Петроград | 3:3 | КФ «Сокольники» | Москва |

## Комментарии
1. ↑  К.Есенин указывал для сборной Москвы только междугородние и международные матчи[1]
2. ↑  В реестре матчей сборной Санкт-Петербурга (Петрограда, Ленинграда), опубликованном группой ленинградских историков и статистиков под редакцией Н.Киселёва[2] учтены только междугородние матчи со сборными городов и республик
3. ↑  Г.Калянов предложил разделение матчей на официальные и товарищеские (для сборной Москвы)[3]
4. ↑  в том числе недоигранные и аннулированные, а также сыгранные с неформатными сборными и клубами — все матчи, объявленные как матчи официальных турниров
5. ↑  Матчи второй, третьей и т. д. (дублёров), а также ведомственных (например, сборной профсоюзов) сборных считаются неформатными. Тем не менее, междугородние матчи и «русской», и «английской» сборных Санкт-Петербурга и Москвы начала века, согласно установившейся традиции, учитываются историками[4][5][1] в их реестрах
6. ↑  Тем не менее, несколько международных матчей 1910-х годов с командами, формально не соответствующими строго данному критерию, но в игровом плане нередко подавляюще превосходившими сборные Санкт-Петербура и Москвы, учтены[6][7] в их реестрах